# Клинична психология
Клиничната психология е клон в психологията, който се занимава с разглеждане на човешкото поведение, за да определи едновременно типичното и индивидуалното у субекта, разглеждан като същество, което трябва да се справи с определена ситуация. В стремежа си да проникне в смисъла на поведението клиничната психология анализира личностните (или груповите) конфликти и опитите за решаването им. За целта клиничната психология използва информацията, получена от социалната анкета (данни от обкръжението на субекта), експериментални техники (тестове за интелигентност, характерологични тестове), наблюдение на поведението, интервюта, данни от био-типологията и психоанализата. След това клиничната психология се опитва да обедини всички събрани сведения в обща, достатъчно структурирана представа за поведението на субекта, да открои мотивациите и дълбокото му значение. На основата на задълбочено изследване на отделни случаи клиничната психология подхранва надеждите за постигане на достоверно научно обобщение.